# Колон (кладбище)

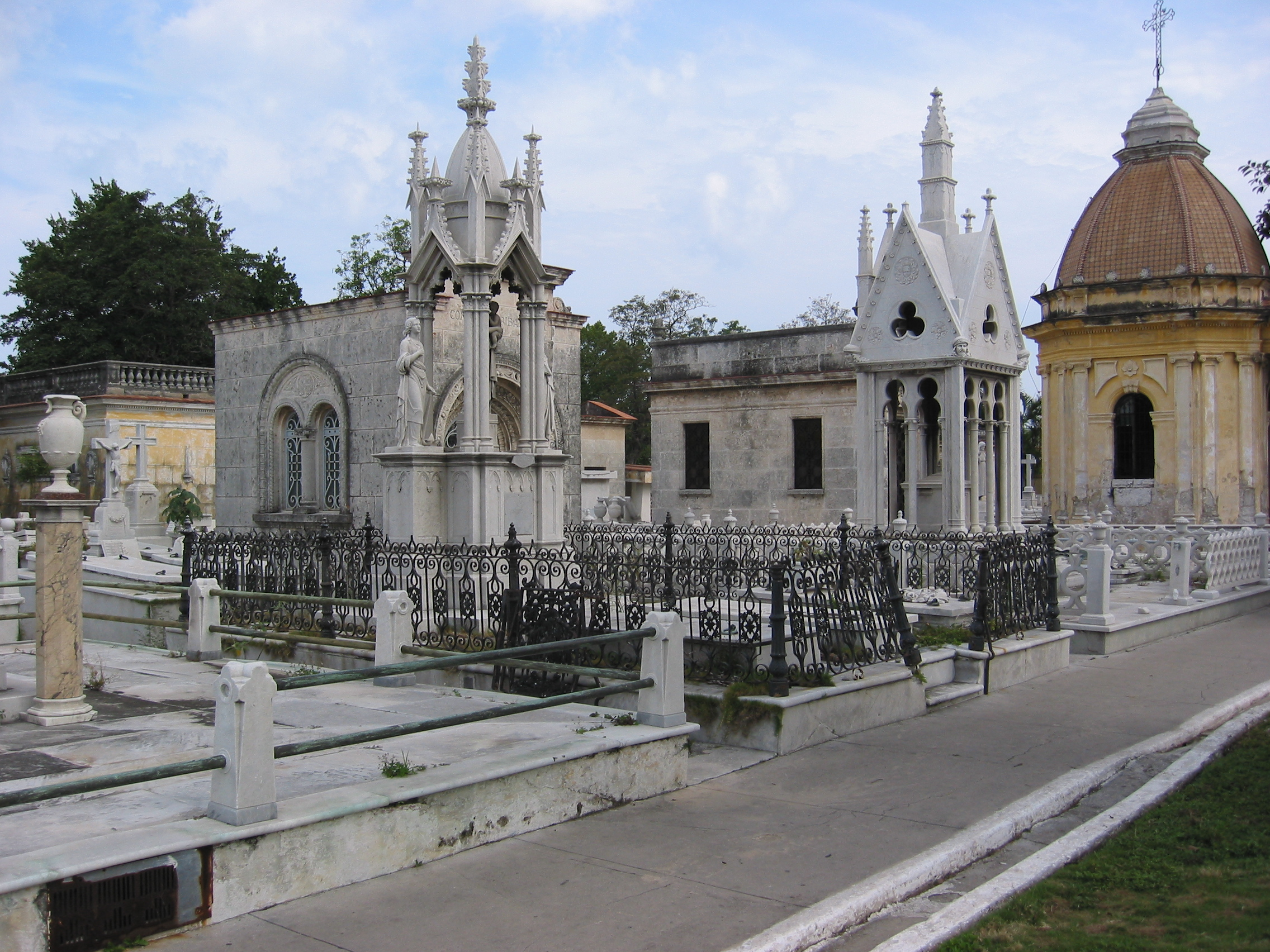
Один из мавзолеев

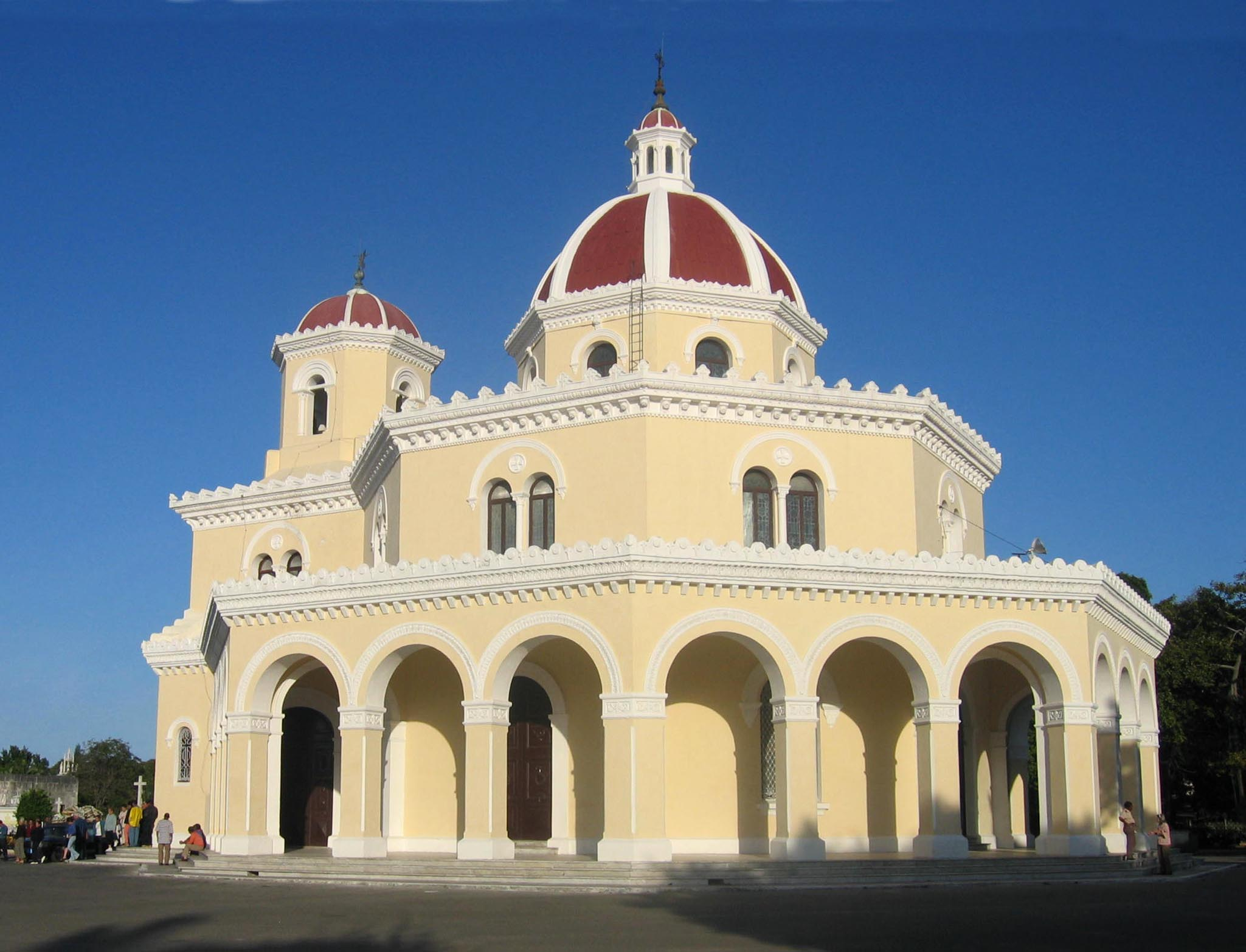
Главная церковь кладбища

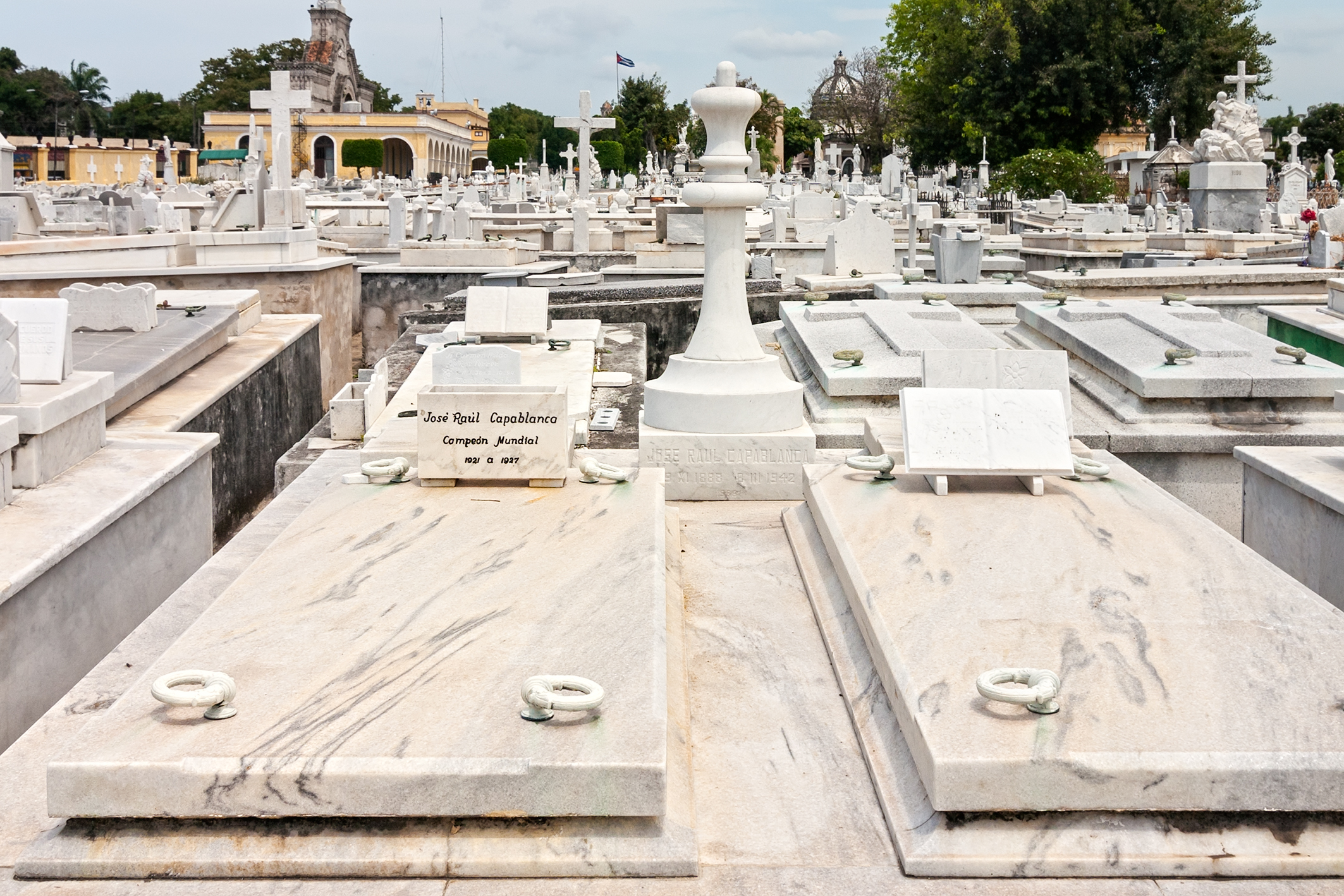
Могила Хосе Рауля Капабланки

Кладбище Колон, кладбище имени Христофора Колумба (исп. Cementerio de Cristóbal Colón) — кладбище в Гаване, Куба, основанное в 1876 году. Находится в районе Ведадо на месте старого кладбища Эспада, имеет площадь 57 га.
Кладбище Колон известно своими скульптурными надгробиями и памятниками, которых на нём насчитывается более 500, в том числе 23-метровый мемориал пожарным, погибшим при тушении большого пожара 17 мая 1890, и два памятника в память бейсболистов — игроков Кубинской лиги, возведённые в 1942 и 1951.
С февраля 1898 по декабрь 1899 на кладбище находились останки американских моряков, погибших при взрыве крейсера Мэн, приведшем к началу Испано-американской войны. Затем они были перезахоронены на Арлингтонском национальном кладбище.
В настоящее время[когда?] на кладбище находится более 800 тыс. захоронений.

## Список знаменитостей, погребённых на кладбище
- Сантьяго Альварес (1919—1998), кинорежиссёр
- Мануэль Артега-и-Бетанкур, кардинал
- Беатрис Асурдуй Паласиос (1952—2003), кинорежиссёр
- Хуберт де Бланк (1856—1932), композитор
- Хосе Рауль Капабланка (1888—1942), чемпион мира по шахматам
- Алехо Карпентьер (1904—1980), писатель
- Эдуардо Чибас (1907—1951), политик
- Хуан Чабас (1910—1954), поэт
- Ибраим Феррер (1927—2005), музыкант
- Хосе Мигель Гомес (1858—1921), президент Кубы
- Максимо Гомес (1836—1905), герой войны
- Рубен Гонсалес (1919—2003), пианист
- Сирило Вильяверде (1812—1894) — писатель, журналист
- Николас Гильен (1902—1989), поэт
- Николас Гильен Ландриан (1938—2003), кинорежиссёр, художник
- Томас Гутьеррес Алеа (1928—1996), кинорежиссёр
- Харрисон Хейвенс (1837—1916), конгрессмен США
- Альберто Корда (1928—2001), фотограф
- Хосе Лесама Лима (1910—1976), писатель, поэт
- Дульсе Мария Лойнас (1902—1997), писатель, поэт
- Дольф Луке (1890—1957), игрок Главной лиги бейсбола
- Мартинес Вильена, Рубен (1899—1934) , поэт, революционер
- Армандо Марсанс (1887—1960) игрок Главной лиги бейсбола
- Уильям Александр Морган (1928—1961), кубинский революционер американского происхождения
- Фернандо Ортис (1881—1969), этнограф, исследователь этнической музыки
- Херман Пинелли (1907—1996), журналист, актёр
- Чано Посо (1915—1948), музыкант, основатель афрокубинского джаза
- Хуан Рису Ривера (1848—1924), герой войны Пуэрто-Рико
- Лола Родригес де Тио (1848—1924), пуэрто-риканская поэтесса.
- Мануэль Пиньейро (1933—1998), основатель кубинских спецслужб при правлении Фиделя Кастро.